# William McLachlan (patinage artistique)
Pour les articles homonymes, voir McLachlan et William McLachlan.
William McLachlan est un patineur artistique canadien de danse sur glace qui est triple vice-champion du monde (1957, 1958 et 1960), triple champion nord-américain (1957, 1959 et 1961) et sextuple champion du Canada (de 1957 à 1962)

## Biographie

### Carrière sportive
Ralph McCreath patine en danse sur glace avec Geraldine Fenton de 1954 à 1959 et avec Virginia Thompson de 1960 à 1962. Avec ses deux partenaires, il est sextuple champion du Canada de 1957 à 1962, triple champion nord-américain entre 1957 et 1961, et triple vice-champion du monde en 1957, 1958 et 1960.

## Palmarès
En couple artistique, avec deux partenaires :
- Geraldine Fenton (6 saisons : 1954-1959)
- Virginia Thompson (3 saisons : 1960-1962)

| Compétition | 1954 | 1955 | 1956 | 1957 | 1958 | 1959 |  | 1960 | 1961 | 1962 |
| Championnats du monde                                                                                                |      |      |      | 2e   | 2e   | 3e   |  | 2e   | CA   | 3e   |
| Championnats d'Amérique du Nord                                                                                      |      |      |      | 1er  |      | 1er  |  |      | 1er  |      |
| Championnats du Canada                                                                                               | 2e   | F    | 2e   | 1er  | 1er  | 1er  |  | 1er  | 1er  | 1er  |
| Légende : F = Forfait ; CA = Championnats du monde 1961 annulés à cause de la catastrophe aérienne du vol 548 Sabena |      |      |      |      |      |      |  |      |      |      |